# Extreme Makeover: Home Edition Latin America
Extreme Makeover: Home Edition Latin America (también conocido como Extreme Makeover: Latinoamérica) es un programa de televisión basado en el original Extreme Makeover de Estados Unidos
que tiene las mismas funciones que el anterior

## Inicio
La segunda temporada se transmitió en 2013 por el canal por cable Infinito.
El primer episodio de la primera temporada recibió múltiples críticas (76,9% a favor, 23,1% en contra). Algunas tal vez sean porque hubo 3 problemas y 2 errores en el episodio piloto.

## Recepción
La primera temporada transmitida durante 2012 incluyó 10 episodios realizados en México, Chile y Argentina y fue conducida por el cantante y actor Benny Ibarra, la periodista Sonia Velásquez y el arquitecto Leonardo Gaetani.
La segunda temporada arrancó el 16 de noviembre de 2013 conducida por el argentino Andy Kusnetzoff; repitió Sonia Velásquez y se agregaron el actor Fernando Entín; Lara Wechler, diseñadora de interiores y modelo publicitaria; y el arquitecto Leo Di Consoli

## Eslogan
- 1.ª Temporada: 10 familias, 10 historias, 10 sueños cumplidos

## Producción
Después del cierre de filmación de Extreme Makeover: Reconstrucción Total, Benny Ibarra acompañado de Sonia Velásquez y Leo Gaetani discutió en abril de 2012 que quería hacer este nuevo proyecto. El personal de Infinito decidió aprobarlo y emitirlo en agosto de 2012.4 meses después, el proyecto fue dicho a estrenarse en septiembre.